# スティーヴン・ローゼンバウム
スティーヴン・ローゼンバウム（Stephen Rosenbaum、1956年10月26日 - ）は、アメリカ合衆国の視覚効果アーティスト、スーパーバイザーである。25年以上にわたって多くの映画やコマーシャルに携わっており、アカデミー賞視覚効果賞を2度受賞している。

## 主なフィルモグラフィ
- アビス The Abyss (1989)
- バック・トゥ・ザ・フューチャー PART2 Back to the Future Part II (1989)
- レッド・オクトーバーを追え! The Hunt for Red October (1990)
- ターミネーター2 Terminator 2: Judgment Day (1991)
- 透明人間 Memoirs of an Invisible Man (1992)
- 永遠に美しく… Death Becomes Her (1992)
- フォレスト・ガンプ/一期一会 Forrest Gump (1994)
- ジュラシック・パーク Jurassic Park (1993)
- ディスクロージャー Disclosure (1994)
- リトル・ヒーロー The Indian in the Cupboard (1995)
- マイケル Michael (1996)
- コンタクト Contact (1997)
- ポストマン The Postman (1997)
- ヒマラヤ杉に降る雪 Snow Falling on Cedars (1999)
- パーフェクト ストーム The Perfect Storm (2000)
- ビッグ・トラブル Big Trouble (2002)
- K-19 K-19: The Widowmaker (2002)
- X-MEN2 X2 (2003)
- アイ,ロボット I, Robot (2004)
- リディック The Chronicles of Riddick (2004)
- シャギー・ドッグ The Shaggy Dog (2006)
- ウォーター・ホース The Water Horse (2007)
- ジャックと天空の巨人 Jack the Giant Slayer (2013)
- アバター Avatar (2009)
- キングコング:髑髏島の巨神 Kong: Skull Island (2017)

## 受賞とノミネート
| 賞               | 年   | 部門           | 作品名                      | 結果       |
| ---------------- | ---- | -------------- | --------------------------- | ---------- |
| アカデミー賞     | 1994 | 視覚効果賞     | フォレスト・ガンプ/一期一会 | 受賞       |
| アカデミー賞     | 2009 | 視覚効果賞     | アバター                    | 受賞       |
| アカデミー賞     | 2017 | 視覚効果賞     | キングコング:髑髏島の巨神   | ノミネート |
| 英国アカデミー賞 | 1994 | 特殊効果賞     | フォレスト・ガンプ/一期一会 | 受賞       |
| 英国アカデミー賞 | 2009 | 特殊視覚効果賞 | アバター                    | 受賞       |